# Ogryzkowo (obwód wołogodzki)
Ogryzkowo (ros. Огрызково) – wieś w Rosji, w rejonie kiczmiengsko-gorodieckim obwodu wołogodzkiego. W 2002 r. liczyła 4 mieszkańców, a w 2010 r. zamieszkiwała ją 1 osoba.